# Belegering van het Kasteel Keppel
De Belegering van het Kasteel Keppel in 1582 was een belegering van 26 september tot en met 30 september 1582 van het Kasteel Keppel. De inname werd succesvol ondernomen door het Staatse leger, ten tijde van de Tachtigjarige Oorlog. Het kasteel werd na afloop tot op de grond toe afgebrand.

## Aanloop
De heren van Keppel waren Spaansgezind en om die reden had Francisco Verdugo ook geen garnizoen ondergebracht in Keppel, iedere beschikbare soldaat was immers nodig in Lochem dat al geruime tijd onder erbarmelijke omstandigheden zuchtte onder de Spaanse belegering. Het kasteel was daardoor licht bezet met slechts 24 soldaten van Frederik van Pallandt, de heer van Keppel. Na een eerdere Staatse inname in 1581 wisten de Spanjaarden het kasteel in 1581 alweer te hernemen op de Staatsen. Nadat de Staatsen op 24 september succesvol Lochem hadden ontzet maakte Willem IV van den Bergh op 26 september melding aan het Hof van Gelderland, dat het Staatse leger ook voor Keppel lag.

## Inname
Bronnen maken geen gedetailleerde meldingen van de inname, behalve dat er enkele dagen zijn verstreken tussen de aankomst van de Staatsen, en de daadwerkelijke inname van het kasteel. Ondanks de troepenovermacht aan Staatse zijde, bleek het niet eenvoudig om het kasteel in te nemen. De betrekkelijk lange innametijd had waarschijnlijk als oorzaak dat de aanval behoedzaam moest gebeuren vanwege de grote hoeveelheden buskruit die aanwezig was binnen het kasteel, en het kanon kon daarom niet worden ingezet. Het kasteel moest op ouderwetse, tijdrovende stijl bestormd worden.

## Nasleep
Na de inname werd het kasteel grondig verwoest, waarbij de heer van Keppel gevangengenomen en overgeleverd werd. Volgens een gevelsteen was de herbouw van het kasteel pas in 1615 voltooid. Tussen 29 september 1581 en 30 september 1582 is het Kasteel Keppel in een jaar en een dag tijd driemaal van bezetting veranderd. Op: 29 september 1581 van Spaans naar Staats, in november 1581 van Staats naar Spaans en ten slotte op 30 september 1582 van Spaans weer naar Staats.